# Horst Ansorge
Horst Ansorge (* 1928) ist ein ehemaliger deutscher Politiker (SED), Schriftsteller und Drehbuchautor. Er war von 1971 bis 1981 Bürgermeister von Berlin-Pankow.

## Leben
Ansorge arbeitete nach 1945 erst als Bergmann, dann als Elektroschweißer im VEB Waggonbau Görlitz. Von 1949 bis 1951 besuchte er die Arbeiter-und-Bauern-Fakultät (ABF) Berlin. Ein Studium der Germanistik von 1951 bis 1955 an der Humboldt-Universität zu Berlin schloss er mit dem Staatsexamen ab. Anschließend war er Sekretär der FDJ-Kreisleitung  an der Humboldt-Universität. Im Januar 1958 wurde er stellvertretender Vorsitzender und bald darauf nach dem Tod von Konrad Stumpf Vorsitzender der Pionierorganisation Ernst Thälmann in Ost-Berlin. Am 23. Mai 1965 wurde er mit Siegfried Lorenz auf der FDJ-Bezirksdelegiertenkonferenz Berlin als FDJ-Funktionär verabschiedet.
Von 1958 bis 1967 gehörte er als Mitglied der Berliner Stadtverordnetenversammlung an. Ab Juni 1960 war er Kandidat und von Juni 1962 bis Juni 1964 Mitglied der SED-Bezirksleitung Berlin. Von 1965 bis 1971 war er Sekretär der SED-Kreisleitung Berlin-Pankow. Vom 14. Januar 1971 bis 15. Januar 1981 fungierte er als Bezirksbürgermeister von Berlin-Pankow. Gleichzeitig war er Mitglied der SED-Kreisleitung und Stadtbezirksverordneter.
Ansorge, ab 1971 Dr. paed., später zum Studienrat ernannt, arbeitete anschließend als Dozent für Gesellschaftswissenschaften am Berliner Institut für Lehrerbildung. Nebenbei war er als Autor für Rundfunk und Fernsehen tätig und schrieb Drehbücher, so z. B. 1987 das Drehbuch zum Polizeiruf-Film „Der Tote zahlt“.

## Auszeichnungen
- 1958 Ehrennadel der FDJ
- 1962 Medaille der Pionierorganisation in Gold
- 1974 Vaterländischer Verdienstorden in Bronze

## Werke
- Raumkundschafter Katman. Verlag Das Neue Berlin, Berlin 1987, ISBN 3-360-00086-2.

## Filmografie
- 1987–1990: Polizeiruf 110 (Fernsehreihe)
  - 1987:  Der Tote zahlt
  - 1989:  Unsichtbare Fährten
  - 1989:  Tod durch elektrischen Strom